# Songs in the Key of Resistance
Songs in the Key of Resistance är The Lost Patrols debutalbum, utgivet 1999 på skivbolaget Startracks.

## Låtlista
Om inte annat anges är låtarna skrivna av Dennis Lyxzén.
1. "Thoughts on Fire"
2. "In the Key of Resistance"
3. "Playing the Extra"
4. "A Catchy Song"
5. "Same Old New Excuse"
6. "Every Capitalist Has a Terrorist in His Family"
7. "Anywhere, Anytime, Anyone" (text: Lyxzén, Fugazi)
8. "Stating the Obvious"
9. "Anything But Trivial"
10. "The World Did This" (Stefan Granberg)
11. "If Voting Would Change Anything..."
12. "America Fucked Me Up"
13. "I Wouldn't Lie If It Wasn't True" (musik av Lyxzén och "Jonas")
14. "Sparta-Warzaw"

## Mottagande
Dagens skiva gav betyget 6/10.

### Fotnoter
1. ↑  ”Songs in the Key of Resistance”. Discogs.com. http://www.discogs.com/Lost-Patrol-Songs-In-The-Key-Of-Resistance/release/3568937. Läst 19 december 2012.
2. ↑  Nordlander, Mikael (3 december 1999). ”Kostymen är bytt men fraserna består...”. Dagensskiva.com. http://dagensskiva.com/1999/12/03/the-lost-patrol-songs-in-the-key-of-resistance/. Läst 19 december 2012.